# Цмин мальтійський
{{#ifeq:0|0|{{#if:|{{#if:Helichrysummelitense|[[]}}|}}}}
Цмин мальтійський (Helichrysum melitense) — вид квіткових рослин з роду цмин (Helichrysum) родини айстрові (Asteraceae), ендемік Мальтійського архіпелагу. Етимологія: видова назва означає походження з Меліти, нині Мальта.

## Опис
Кущ із сріблясто-зеленим листям і щільним суцвіттям яскраво-жовтих складних квіткових головок, які з'являються наприкінці весни — на початку літа. Кущі зазвичай мають діаметр 50-150 см і мають ланцетне листя, вкрите густими шерстистими волосками. Наприкінці травня з кожної гілки утворюється компактне суцвіття, яке утворює скупчення маленьких, але помітних блідо-жовтих головок. Паперовий характер обвивних приквітків дозволяє їм зберігати свій колір майже два місяці. Крихітні сім'янки розвиваються в середині літа і мають парашутоподібний відросток (папус), який сприяє поширенню вітром.

## Поширення
Ендемік Мальтійського архіпелагу. Основна популяція зустрічається на крутих схилах західних скель острова Гоцо. Кілька ізольованих невеликих популяцій також присутні всередині західного Гоцо, на південному узбережжі Гоцо, а також на південному узбережжі острова Мальти. Вид також був присутній уздовж південно-західного узбережжя острова Мальта на початку XX століття, але не був достовірно знайдений протягом майже століття, тому потребує підтвердження. Більшість рослин зустрічається у природних порожнинах і на вапнякових уступах. Вони колонізують верхні частини вертикальних скель, але деякі поширюються горизонтально на вершинах скель, приблизно до 100 м углиб острова.

## Використання
Helichrysum melitense пов'язаний з рослиною карі (Helichrysum italicum), і фактично її плоди виділяють запах, схожий на карі, коли їх подрібнюють. Завдяки своїм яскраво-жовтим квітам, які зберігаються кілька тижнів, вид зараз широко культивується для декоративного використання, особливо на Гоцо. Близькоспоріднені види Helichrysum мають лікувальні властивості для лікування астми та ревматизму, а дослідження, проведені на Helichrysum melitense, можуть дати подібні діючі речовини.

## Загрози
Основна популяція знаходиться вздовж 8-кілометрової ділянки скелі на Гоцо. Популяція на острові Мальта не була зареєстрована протягом кількох десятиліть, але, оскільки вона розташована у важкодоступних місцях, вона все ще може існувати.
Область поширення (EOO) становить 107 км², а область оселення (AOO) — 24 км². Популяція сильно фрагментована, лише одна головна субпопуляція вздовж західного узбережжя Гоцо, інша на південному сході Гоцо та одна на Мальті, а в цілому вид представлений приблизно 5000 особин. Як наслідок, вид внесено до категорії видів на межі зникнення згідно з критеріями Червоного списку Міжнародного союзу охорони природи.
Оскільки більшість популяцій знаходяться на крутих скелях, лише деякі незначні загрози мають антропогенне походження. До них належать локалізовані кар'єрні роботи, що руйнують схили скель і пов'язане з цим забруднення пилом, скидання твердих відходів і рекультивація земель для сільськогосподарських робіт або птахівництва. Оскільки визначні туристичні пам'ятки Лазурного вікна та Внутрішнього моря знаходяться в межах популяції, рослини, розташовані на плато скель, зазнають високого ризику через тиск людини та вплив інтродукованих чужорідних видів, зокрема Carpobrotus edulis, але ці загрози стосуються лише невеликої частини всієї популяції.
Обвалення скелі через місцеву геологію може становити серйозну загрозу, але такі стохастичні події дуже рідкісні, і не очікується, що вони вплинуть на всю популцію, враховуючи наявність внутрішніх субпопуляцій у різних місцях уздовж західного узбережжя Гоцо. Локалізовані природні зсуви та каменепади відбуваються в невеликому масштабі, і в результаті нові скелі повільно заселяються сусідніми рослинами.